# Encantado
Encantado è un film del 2002 diretto da Corrado Colombo. Il film è stato girato a Cuba e in Italia.